# Sohail Qaiser
Sohail Qaiser (* 30. November 1963 in Lahore; † 14. August 2016) war ein pakistanischer Squashspieler.

## Karriere
Sohail Qaiser begann seine Karriere Mitte der 1980er-Jahre und gewann bis zu seinem Rücktritt einen Titel auf der PSA World Tour. Seine beste Platzierung in der Weltrangliste erreichte er mit Rang 19 im Mai 1984. In seiner Juniorenzeit wurde er 1982 nach einem Finalsieg über Chris Dittmar Weltmeister.
Mit der pakistanischen Nationalmannschaft nahm er 1985 an der Weltmeisterschaft teil. Qaiser gewann die entscheidende Partie gegen Paul Viggers im Finale gegen Neuseeland mit 3:0 und sicherte Pakistan so den 2:1-Erfolg.
Von 1981 bis 1989 stand er sechsmal im Hauptfeld der Einzelweltmeisterschaft. Sein bestes Abschneiden war dabei das Erreichen des Achtelfinals, was ihm 1984, 1985 und 1989 gelang.
Er war der Neffe von Gogi Alauddin, der ebenfalls als Squashspieler aktiv war.
Am 14. August 2016 verstarb er nach einem Krebsleiden.

## Erfolge
- Weltmeister mit der Mannschaft: 1985
- Gewonnene PSA-Titel: 1